# Regierung Hedtoft II
Die Regierung Hedtoft II (dän. regeringen Hedtoft II) unter dem sozialdemokratischen Ministerpräsidenten Hans Hedtoft war vom 30. September 1953 bis zum 1. Februar 1955 die dänische Regierung. Amtierender König war Friedrich IX. Aufgrund der starken Kabinettsumbildungen in der Regierung Hedtoft I wird gelegentlich auch von einer Regierung Hedtoft III gesprochen. Nach Hedtofts Tode im Amt, übernahm H. C. Hansen die Geschäfte als Ministerpräsident.
Die Regierung Hedtoft war die 46. dänische Regierung seit der Märzrevolution.

## Kabinettsliste
| Ressort                                                                            | Name                   | Partei             | Amtsperiode             |
| ---------------------------------------------------------------------------------- | ---------------------- | ------------------ | ----------------------- |
| Ministerpräsident                                                                  | Hans Hedtoft           | Socialdemokraterne | bis zum 29. Januar 1955 |
| Ministerpräsident                                                                  | H. C. Hansen           | Socialdemokraterne | ab dem 29. Januar 1955  |
| Äußeres                                                                            | H. C. Hansen           | Socialdemokraterne |                         |
| Finanzen                                                                           | Viggo Kampmann         | Socialdemokraterne |                         |
| Verteidigungsminister                                                              | Rasmus Hansen          | Socialdemokraterne |                         |
| Kirche                                                                             | Bodil Koch             | Socialdemokraterne |                         |
| Bildung                                                                            | Julius Bomholt         | Socialdemokraterne |                         |
| Justiz                                                                             | Hans Hækkerup          | Socialdemokraterne |                         |
| Inneres und Wohnungen                                                              | Johannes Kjærbøl       | Socialdemokraterne |                         |
| öffentliche Arbeiten                                                               | Carl Petersen          | Socialdemokraterne |                         |
| Landwirtschaft                                                                     | J. S. Smørum           | Socialdemokraterne |                         |
| Fischerei                                                                          | Christian Christiansen | Socialdemokraterne |                         |
| Industrie, Handel und Seefahrt                                                     | Lis Groes              | Socialdemokraterne |                         |
| Soziales und Arbeit (ab dem 1. November 1953 Sozialminister)                       | Johan Strøm            | Socialdemokraterne |                         |
| ohne Geschäftsbereich (ab dem 1. November 1953 Minister für Wirtschaft und Arbeit) | Jens Otto Krag         | Socialdemokraterne |                         |

## Quelle
- Statsministeriet: Regeringen Hans Hedtoft III